# TAM坦克
TAM的全名是Tanque Argentino Mediano（亦即阿根廷中型坦克）目前服役於阿根廷陸軍，在缺乏坦克製造經驗與資源的情形下，由阿根廷國防部發包給德國Thyssen Henschel公司（2000年與萊茵金屬合併）。車體是由德國與阿根廷的工程師團隊共同研發，其底盤是以德國貂鼠式步兵戰車為基礎。

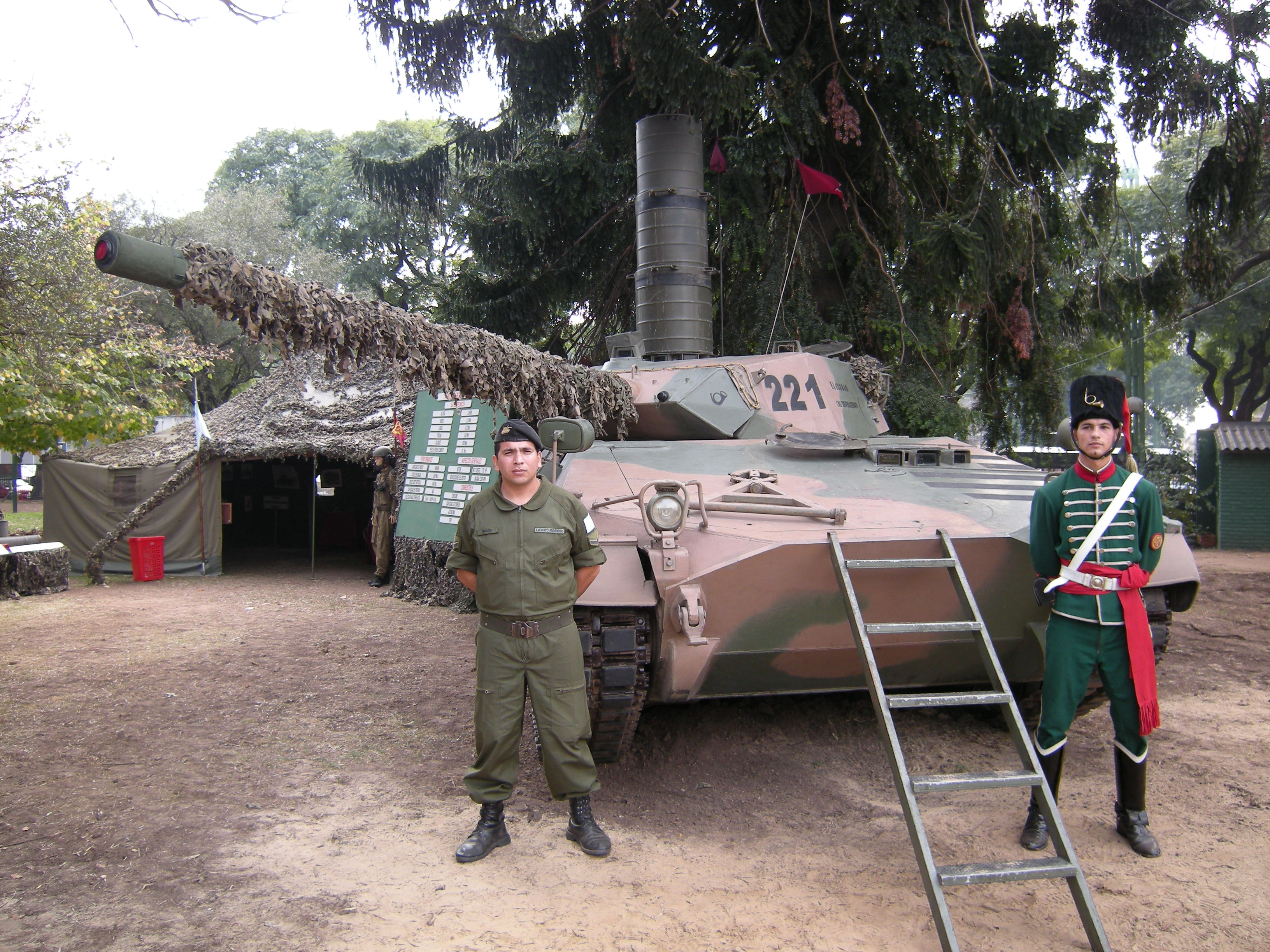
TAM主戰坦克裝備渡河換氣管

當時阿根廷陸軍對於新型坦克的要求是具備現代化輕型裝甲、低車身與充分的火力來應付當時的裝甲威脅，於是從1974年開始研發，並在1977生產出三輛原型車，最後在1979年決定進入量產，組裝地點是在當地由阿根廷政府為此計畫設立的工廠（TAMSE），占地9600平方公尺，但1983年因財政困難而遭暫停量產，後又在1994年又重新開始繼續量產TAM主戰坦克直到完成阿根廷陸軍200輛的訂單才正式量產與交付完畢。
TAM家族總共有七種衍生型，例如155毫米自走榴彈砲、自走迫砲等，連同坦克生產總數超過280輛，也曾為祕魯陸軍製造TAM與VCTP，但後來訂單取消，已生產的TAM與VCTP轉供應阿根廷陸軍，也有出口版的TAM但自始至終TAM沒有任何出口紀錄。
雖然有17輛以VCTP部屬在克羅埃西亞，執行聯合國的維安行動，但TAM家族車輛至今沒有任何戰鬥紀錄。

## 歷史
阿根廷在歷史上首次自製戰車的機緣是始於二戰，因為二戰而流亡出逃的戰車設計師為阿根廷設計了DL-43戰車，但性能與數量上都不足。阿根廷軍隊大部分還是使用美國製造的戰炮甲車。
1960年代阿根廷開始計畫汰換二次世界大戰時期量產的裝甲車輛，包括英國的雪曼螢火蟲坦克與美國的M3半履帶車。當阿根廷向美國提出軍購需求後，美國只願意提供250輛M113裝甲運兵車與50輛M41坦克（實際上並未運交）的出售額度，並不願意提供在此數量以上的裝甲車輛。受到美國態度刺激，阿根廷於是轉向歐洲國家尋求援助，同時阿根廷將目標放得更遠，希望這個採購計畫可以帶動國內工業化的進程，最後讓阿根廷可以在國內自製所需武器。
為了落實這個目標，阿根廷首先向法國採購了80輛AMX-13轻型坦克、180輛AMX-VCI裝甲運兵車、24輛Mk_F3_155mm自行火炮。並爭取到40輛AMX-13、60輛AMX-VCI在阿國國內組裝。在此同時，阿根廷繼續在了解AMX-30主战坦克與豹1型坦克，評估它們替換雪曼螢火蟲的可行性。最後從歐洲國家直接獲得生產授權的構想被放棄，而轉向由外國協助研發本國所需的戰車。
1973年，阿根廷國防部提出新的坦克性能需求，希望新式戰車可以在1980年代服役。需求書中，提出戰車總重不能超過30公噸，最大行駛速度70公里/時，行駛距離最少500公里。主要裝備是一門105毫米坦克炮，兩挺機槍與榴彈發射器。所有的戰車需求與設計都必須考慮到阿根廷境內的交通硬體限制（如行動地形、鐵運與陸運尺寸等）。由於欠缺相關經驗，阿根廷與西德蒂森—亨舍爾公司協助設計和建立生產線。 蒂森—亨舍爾公司經過評估，決定以德國陸軍的貂鼠式步兵戰車的車體為基礎來開發，新式戰車採用貂鼠一型的車體設計強化結構，增強傳動系統耐重負荷，以承受主力戰車的需求。
第一輛原型車於1976年底在德國出廠，二號原型車在1977年初出廠。2輛原型車進行兩年、行駛里程達1萬公里的各項測試，此後因應相關經驗製造三號原型車進行比較測試。在完成驗收後，阿根廷則是從1979年開始啟動量產，在德國技轉下TAM約有70%的零件可在阿根廷自製，但還有30%的精密與電子零件得從德國進口。原先計畫生產200輛坦克，與312輛使用相同車體的裝步戰車，然而受到經濟不景氣的影響，最後僅生產150輛TAM戰車、100輛VCTP步兵戰鬥車，生產線在1983年停工。
除了合約中明訂的3輛原型車外，蒂森—亨舍爾公司還製造了第4輛原型車，但這輛為該公司出資自製，並非阿根廷軍資產，車輛編號TH301，1978年出廠。4號原型車加裝原先計畫為豹1A4使用的PERI R12車長潛望鏡，並為砲手與裝填手也加裝了日間可觀測的砲塔潛望鏡，為了提升夜間作戰性能，在主砲炮盾加裝一台低亮度電視攝影機。引擎提升至750匹馬力，並且增加外掛裝甲的設計。
除了坦克以外，其他使用這個車體的車種還包括裝步戰車，使用義大利製155毫米榴彈炮的自走炮，坦克救濟車，多管火箭發射車和彈藥補給車。

## 設計

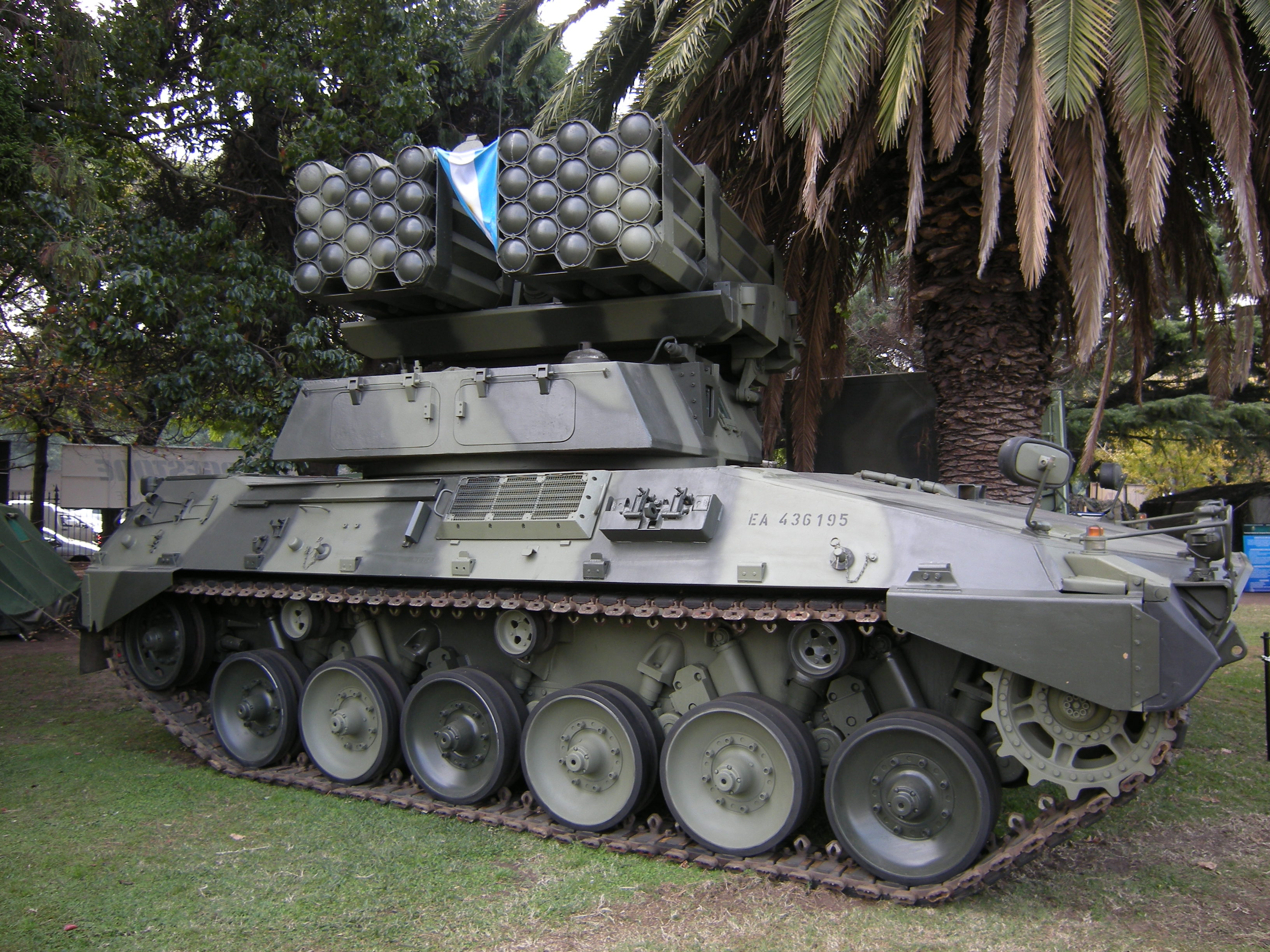
2008年阿根廷陸軍展出的VCLC多管火箭炮

TAM坦克的外觀沿襲自德國的貂鼠步兵戰鬥車，因此為前置動力艙設計，引擎置於坦克右前方，駕駛位於左側。車身與炮塔都是焊接鋼板結構。在原型車上是裝設一門105毫米L7A2戰車炮，但是在量產車上換用Rh-105-30戰車炮，Rh-105-30隨後授權阿根廷自製，更名為FMK.4 Modelo 1L，性能大致相同，僅去除了砲口制退器。FMK.4戰車炮可以使用所有北約標準彈藥，並整合了當時最先進的M735A1翼穩脫殼穿甲彈，車內共攜帶50發炮彈（20發在炮塔內）。
車長，炮手與裝填手都位於可以360度旋轉的炮塔以內，其中車長和炮手在右側。
其他的武器還包括一挺與主炮同軸，以及位於車長出入口的7.62毫米機槍。煙霧彈發射器安裝在炮塔的兩側。
TAM坦克的動力是一具MTU腓特烈斯哈芬有限公司研製的MB883 Ka-500，6汽缸柴油引擎。最大輸出為720匹馬力／每分鐘2400轉。HSWL-204液壓機械變速器提供4段前進與4段後退的輸出。由於車體輕盈，車輛推重比達到24匹指示馬力／1公噸，這讓TAM的最大時速可達75公里。
TAM坦克有6個使用扭力桿的路輪與3個迴帶輪，第一，第二，第五和第六對路輪另外安裝液壓減震器。

## 延伸型
TAM坦克的底盤發展出許多衍生型，計畫初始目標為設計一輛戰鬥步兵車，1977年完成了Vehículo de Combate Transporte de Personal(人員運輸車)的原型車，簡稱VCTP。VCTP連同駕駛共可承載12人，包含一名小隊隊長和九名步兵，所有小隊成員均可從車體內部對外射擊，VCTP本身亦擁有配備萊茵金屬公司製造的Rh-202 20毫米全自動加農砲砲塔為武裝，共可搭載880發彈藥，包括DM63脫殼穿甲彈，另有一挺7.62 毫米 FN MAG 60-20機槍至於砲塔頂部，士兵可打開車體後方的艙門直接將機槍拆下使用。車長共有七具潛望鏡，射手則有三具。
衍生型中還包括Vehículo de Combate de Artillería de 155 mm(155毫米自走砲)，簡稱VCA 155；Vehículo de Combate Transporte de Mortero(人員運輸迫砲車)，簡稱VCTM。VCA 155是將極為瘦長的TAM底盤與義大利奧托梅萊拉公司的Palmaria 155毫米自走砲砲塔拼裝而成，可攜帶28發標準彈，其中23發放置在砲塔內；VCTM則是裝備AM-50 120 毫米迫砲，其射程達9500公尺，射速為8至12發/每分鐘。另外，1982年以TAM車體為設計藍圖的另一輛延伸車型還有Vehículo de Combate Puesto de Mando(戰場指揮車)，簡稱VCPC；1986年又設計了Vehículo de Combate Lanzacohetes(火箭發射車)，可同時裝配160毫米與350毫米的火箭，另外還有Vehículo de Combate Ambulancia(戰場醫護車，簡稱VCA)和Vehículo de Combate de Recuperación(戰場救濟車，簡稱VCRT)等兩種延伸型。
|          | VCTP                      | VCA 155            | VCTM         | VCPC                          | VCLC                    | VCA          | VCRT                          |
| -------- | ------------------------- | ------------------ | ------------ | ----------------------------- | ----------------------- | ------------ | ----------------------------- |
| 重量     | 28.2 公頓                 | 40 公頓            | 26 公頓      | 25 公頓                       | 32 公頓                 | 28 公頓      | 32 公頓                       |
| 武裝     | 20 mm Rh-202 全自動加農砲 | 155 mm L/41 榴彈炮 | 120 mm 迫砲  | 7.62 mm FN MAG 60-20 通用機槍 | 160 mm or 350 mm 火箭炮 | 無           | 7.62 mm FN MAG 60-20 通用機槍 |
| 最大行程 | 590 公里                  | 520 公里           | 520 公里     | 520 公里                      | 520 公里                | 520 公里     | 520 公里                      |
| 最大馬力 | 24 匹/公頓                | 18 匹/公頓         | 28.8 匹/公頓 | 28.8 匹/公頓                  | 22.5 匹/公頓            | 26.7 匹/公頓 | 22.5 匹/公頓                  |
| 最高路速 | 75 公里/小時              | 55 公里/小時       | 75 公里/小時 | 75 公里/小時                  | 75 公里/小時            | 75 公里/小時 | 75 公里/小時                  |

## 生產
生產線從1979年啟動，原定計畫要建造512輛TAM，包括200輛TAM主戰坦克與312輛VCTP戰鬥步兵車。1983年因財政上的困難只完成了150輛TAM與100輛VCTP。這些車輛是由阿根廷政府於1980年3月成立的TAMSE公司(Tanque Argentino Mediano Sociedad del Estado)承包製造，70%的零組件在阿根廷生產，剩下30%的通訊、光學、射控零件則是在德國生產。1983年原定外銷秘魯的80輛TAM中已生產的20輛TAM與26輛VCTP因訂單取消轉移交給阿根廷陸軍。1991年TAMSE公司和TAM計畫均遭到終止，雖然在1994年TAMSE曾重啟生產完成120量的TAM與VCTP以替代阿根廷陸軍第二裝甲旅的M4雪曼。1995年時，阿根廷陸軍總共配備200輛TAM與216輛VCTP與VCPC裝甲運兵車，1990年原定要開始生產25輛的VCA-155自走砲，最後在1995年也只完成並移交19輛以及另外50輛VCTM迫砲車，其他延伸型包括VCLC、VCA及VCRT因為預算限制始終都沒有投入生產。
TAMSE的生產工廠共佔地9600平方公尺，工廠有兩個存放零件的倉庫、品管實驗室、此計畫的辦公室、工程測試用的機房與靶場。

## 外銷與作戰紀錄
雖然TAM從來沒有出口紀錄，但是過去有為數不少的國家展現購買的興趣。1981年馬來西亞簽訂一份總數102輛TAM系列的訂單，包括TAM、VCTP和VCRT(分別命名為獅式、虎式、象式)最後沒有任何一輛運交成功，因為後來馬來西亞定轉購波蘭的PT-91。1983年中，還有來自祕魯一份80輛TAM系列的訂單，在完成20輛TAM後因預算問題合約被終止。1984年巴拿馬也提供一份的訂單，但最後還是告吹。1989年，TAM與美國魟魚式輕型坦克、奧地利SK-105槍騎兵還有法國AMX-13-105輕戰車參與厄瓜多爾的採購案，在總分1000分的評比中TAM得到950分，第二名的競爭者得分是750分，最後厄瓜多爾仍然沒有採購TAM。
在中東，伊朗和沙烏地阿拉伯都展現了對TAM的興趣，伊朗交易案的失敗一部分起因於沙烏地阿拉伯和伊拉克對德國當局抗議，不過TAMSE試圖透過巴拿馬的Agrometal公司銷售60輛TAM並以合約的10%作為傭金，為此TAMSE刻意降低售價，此舉也激怒了伊朗當局政府，至於沙烏地阿拉伯的訂單也因為以色列對德國的抗議而取消，最後兩個訂單都沒有成行。外銷接連失敗的，1995年阿根廷政府關閉了TAMSE的生產工廠。
TAM並未參與福克蘭島戰爭，直到戰爭結束TAM仍沒來的及服役。之後有17輛VCTP部屬到南斯拉夫協助聯合國的維安行動。

## 外部連結
- 德国TAM和TH301坦克